# ニコラ・マラシュ
ニコラ・マラシュ（Nikola Maraš、1995年12月19日 - ）は、セルビア（旧ユーゴスラビア）・ベオグラード出身のサッカー選手。デポルティーボ・アラベス所属。ポジションはディフェンダー。

## クラブ経歴
2010年にFKラド・ベオグラードの下部組織に加入すると、2014-15シーズンの10月からスタメンに定着した。
2017年8月31日、ポルトガルのGDシャヴェスと4年契約を交わした。加入後すぐにレギュラーの座を掴み、2017-18シーズンはリーグ戦29試合に、2018-19シーズンは27試合に出場した。
2019年8月15日、セグンダ・ディビシオンのUDアルメリアにレンタル移籍をした。ここでもレギュラーとして活躍し、ダビド・コスタスやルシエン・オワナらとともにCBのコンビを組んでリーグ戦3位フィニッシュに貢献した。2020年8月22日、アルメリアに完全移籍し、4年契約を結んだ。
2021年8月31日、ラージョ・バジェカーノへ1シーズンのレンタル移籍が発表された。
2022年8月11日、2022-23シーズンはセグンダ・ディビシオンへと降格したデポルティーボ・アラベスにレンタル移籍することが決定した。

## 代表経歴
2015年よりセルビア代表のアンダー世代から招集を受けていた。
2016年9月29日、カタール代表との親善試合でセルビアA代表デビューを果たした。